# 波士顿轻轨绿线C支线
波士顿轻轨C支线也被称作灯塔街支线或克利夫兰环岛支线，位于美国马萨诸塞州波士顿，是一条沿着灯塔街往返于波士顿市中心和布鲁克莱恩的轻轨线。波士顿轻轨绿线一共有4条支线，其中C支线在肯莫尔站分叉开往圣玛丽街站，之后在灯塔街道路中央隔离带行驶，终点站为克利夫兰环岛站。肯莫尔站同时也是B支线和D支线的分叉口。B、C、D支线在肯莫尔站汇合后沿着博伊尔斯顿街地铁隧道和特里蒙特街地铁隧道行驶至波士顿市中心。截至2017年，C支线入城方向的终点站为波士顿北站，继续向北前往莱希米尔站需要换乘E支线。

## 信号灯

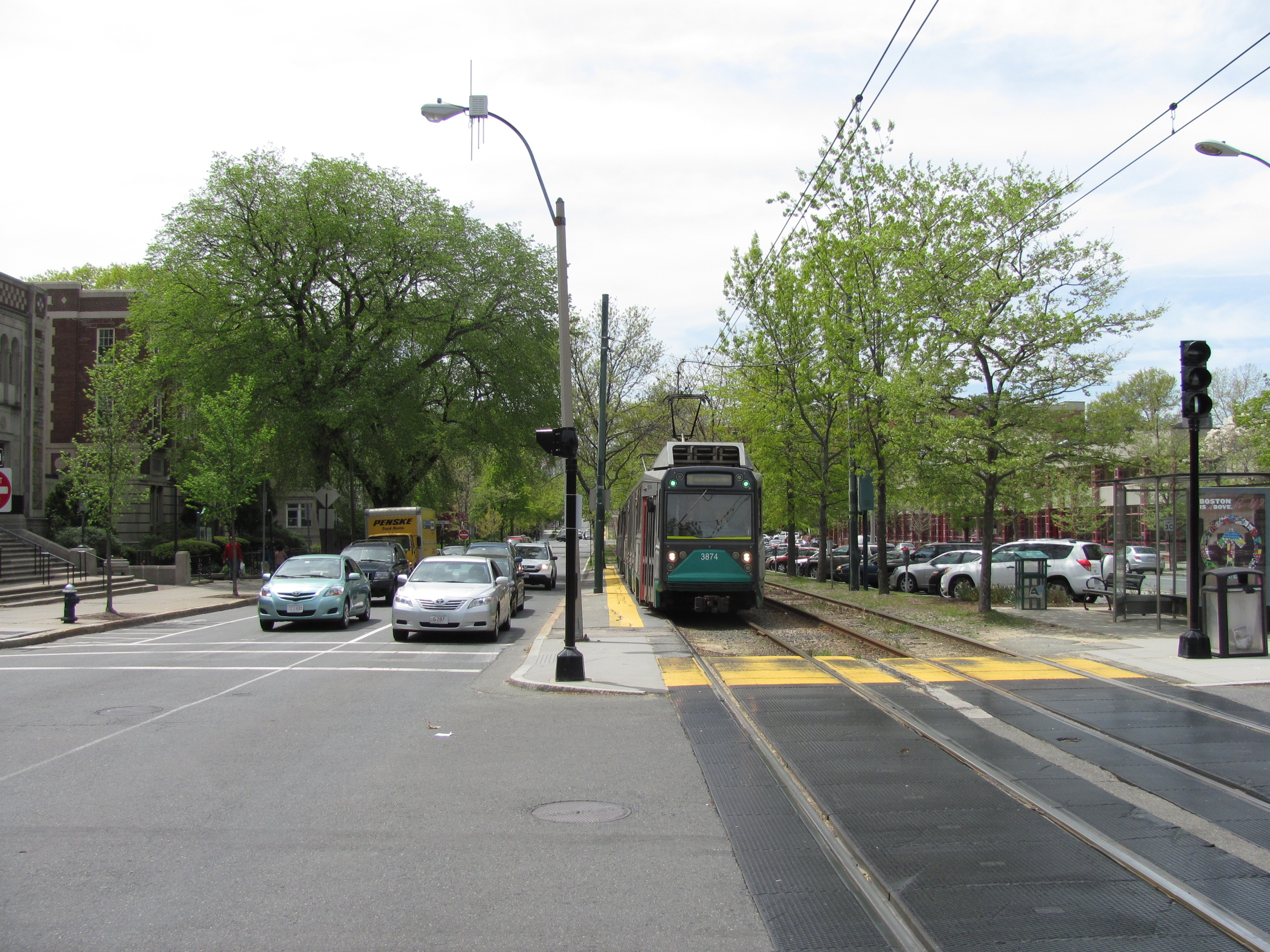
C支线在专门设立的中央分隔带中行驶，但是行驶途中会遇到很多交通信号灯

C支线在布鲁克莱恩灯塔街中央的分隔带行驶，途中会经过18各繁忙的路口。 与B支线一样，C支线列车在路口也需要等待红绿灯。理论上来说，灯塔街上的红绿灯可以设置为轻轨优先放行，这样可以大大提高公共交通运行速度。但是马萨诸塞湾交通局为节省开支，不愿意加装列车传感器。2007年，一则乘客的信在波士顿环球报登出，希望马萨诸塞湾交通局为轻轨绿线增加传感器以减少列车等待时间，加快列车运行速度，马萨诸塞湾交通局发言人回应称在花这笔钱之前需要做一个详细的研究调查，另一封信回应交通局发言人的话，认为交通局只是在找借口推脱。
2008年1月，马萨诸塞湾交通局为此雇用顾问公司对方案进行研究， 截至2011年，布鲁克莱恩 市政府考虑正式要求马萨诸塞湾交通局为灯塔街绿线列车设置信号灯优先级。
马蒂·沃尔什的“冲刺波士顿2030”计划中包含了灯塔街信号灯优先级项目，这意味着该项目预计在这5年内施行。

## 历史

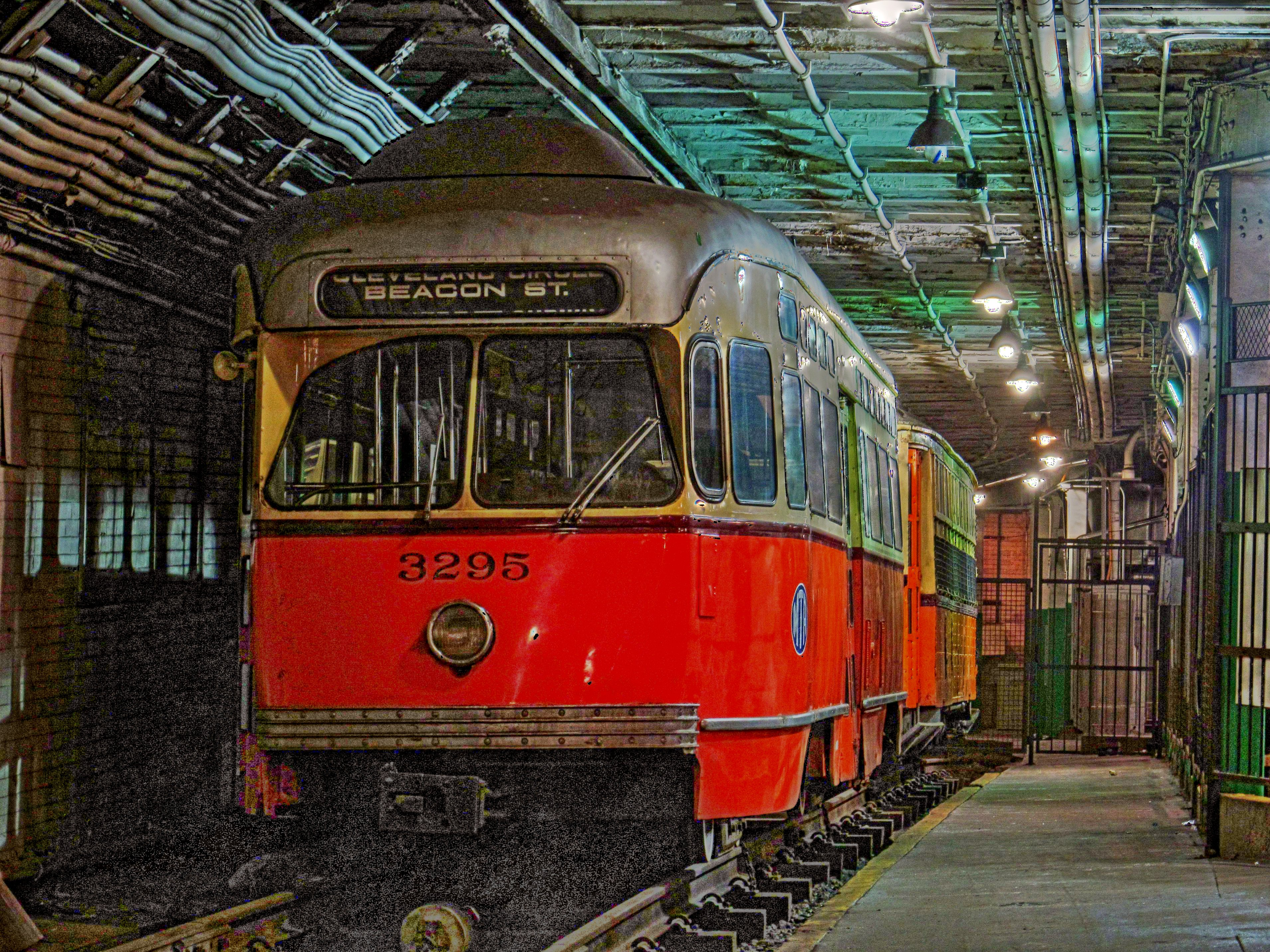
灯塔街/克利夫兰环岛PCC有轨电车#3295目前存放在博伊尔斯顿站展览

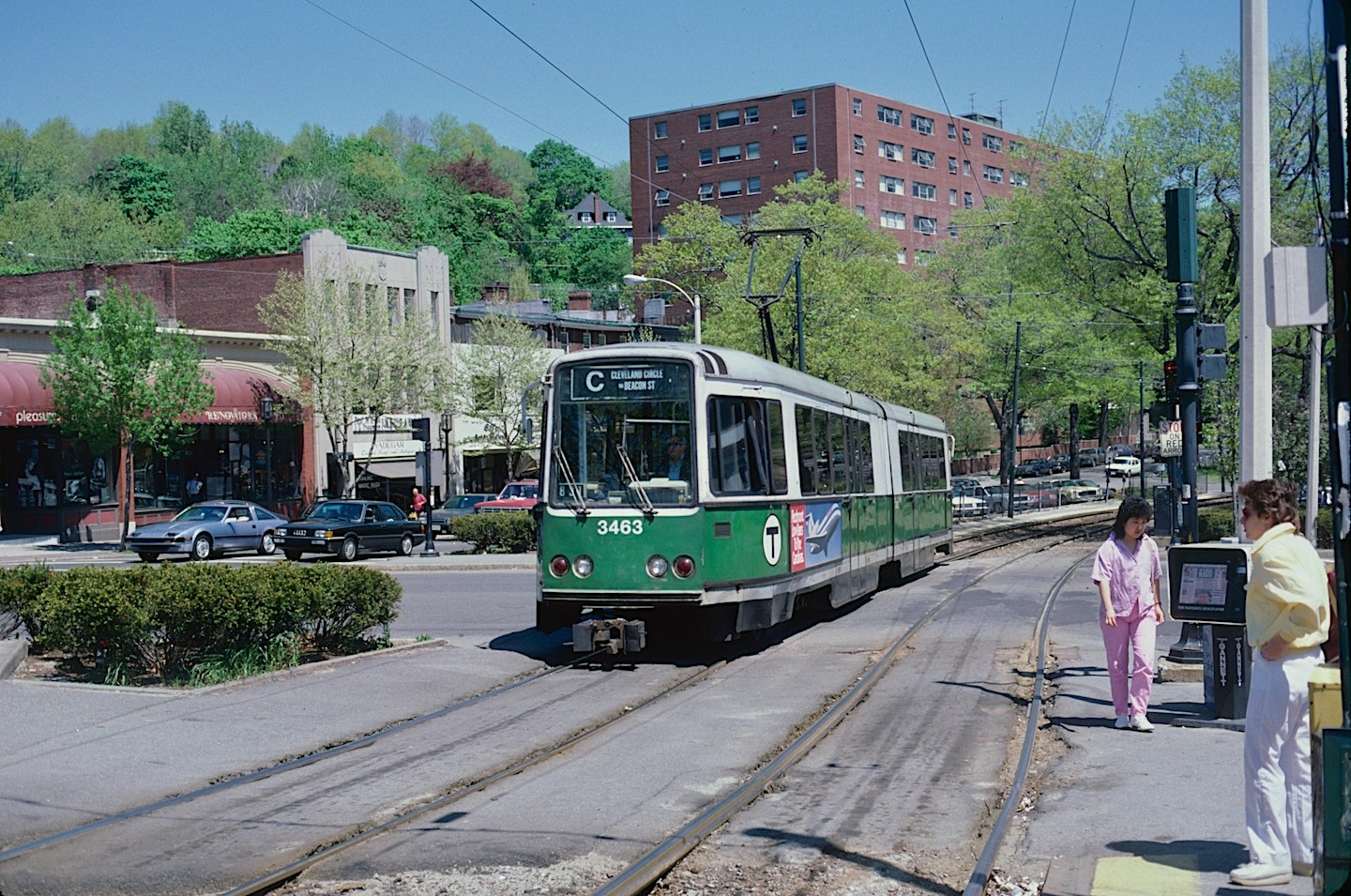
1987年，波音美国标准轻轨列车穿过华盛顿街

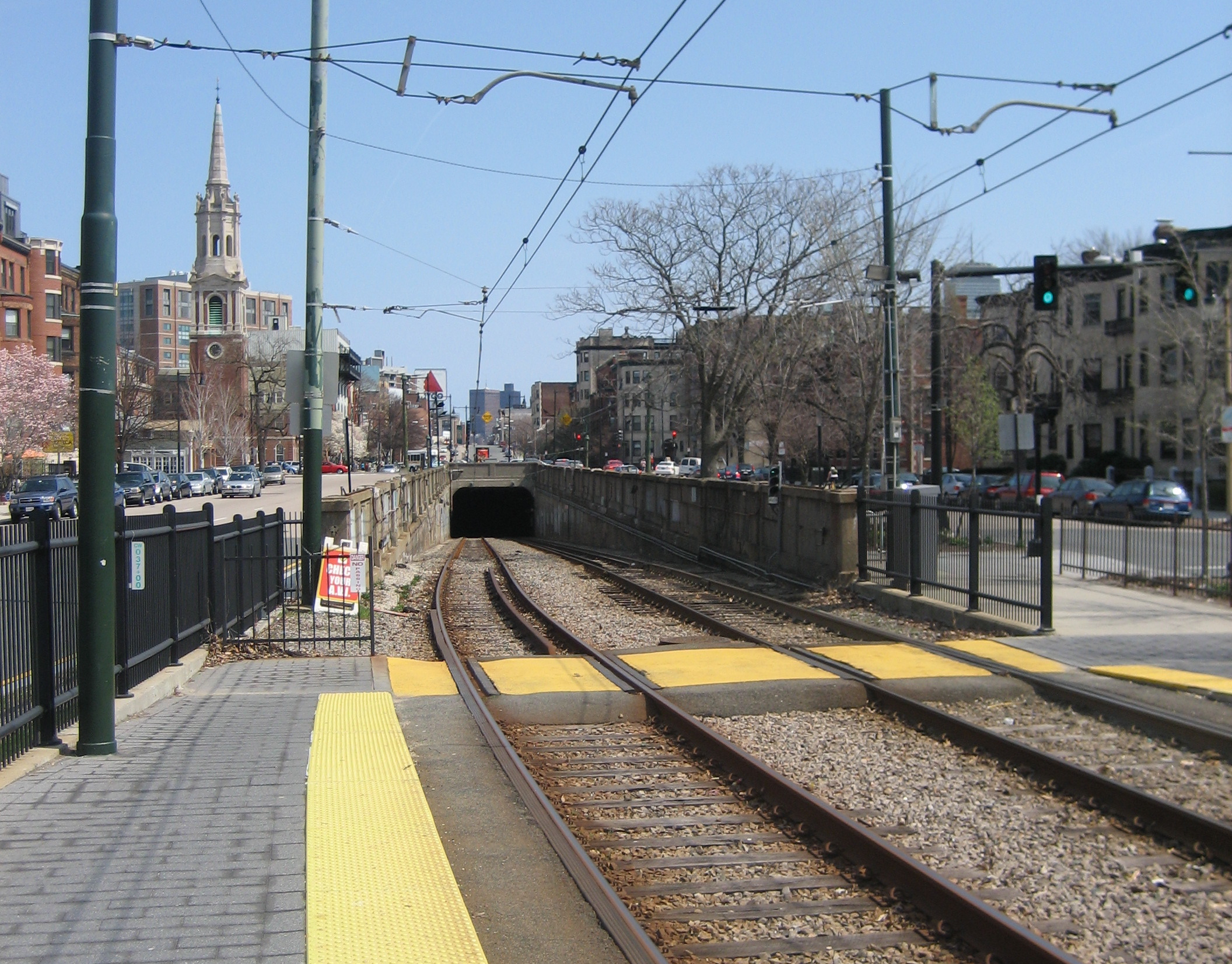
圣玛丽街隧道入口将C支线与博伊尔斯顿街隧道相连

灯塔街第一条有轨火车轨道于1888年铺设，从马萨诸塞州大道西侧通往柯立芝角。第二年，通往克利夫兰环岛的轨道全部铺完，并于水库车厂相连。1889年，第一辆电气化有轨电车线路（详见波士顿轻轨绿线A支线）从柯立芝角向东开往马萨诸塞州大道，然后沿着马萨诸塞州大道行驶一小段距离后再沿着博伊尔斯顿街开往公园广场。同一年，克利夫兰环岛至柯立芝角路段也完成电气化改造。
除此以外，布鲁克莱恩村驶来的有轨电车沿着华盛顿街行驶，在华盛顿广场站汇入灯塔山街。这条线后来向北延伸至栗山大道，再向西沿着联邦大道 (波士顿)延伸至波士顿学院站，是65路公交的前身。
1897年9月1日，特里蒙特街地铁隧道竣工通车，灯塔街有轨电车很快便使用波士顿公共花园旁的博伊尔斯顿隧道入口驶入公园街站。1914年10月3日，博伊尔斯顿街地铁隧道完成后，隧道一直从公园街铺设至肯莫尔站。1932年10月23日，圣玛丽街隧道入口竣工，有轨电车从该入口驶入隧道。
C支线的终点站在几十年间不停变换，2005年1月1日后，其终点站改为波士顿北站后便不再改变。

## 车站列表

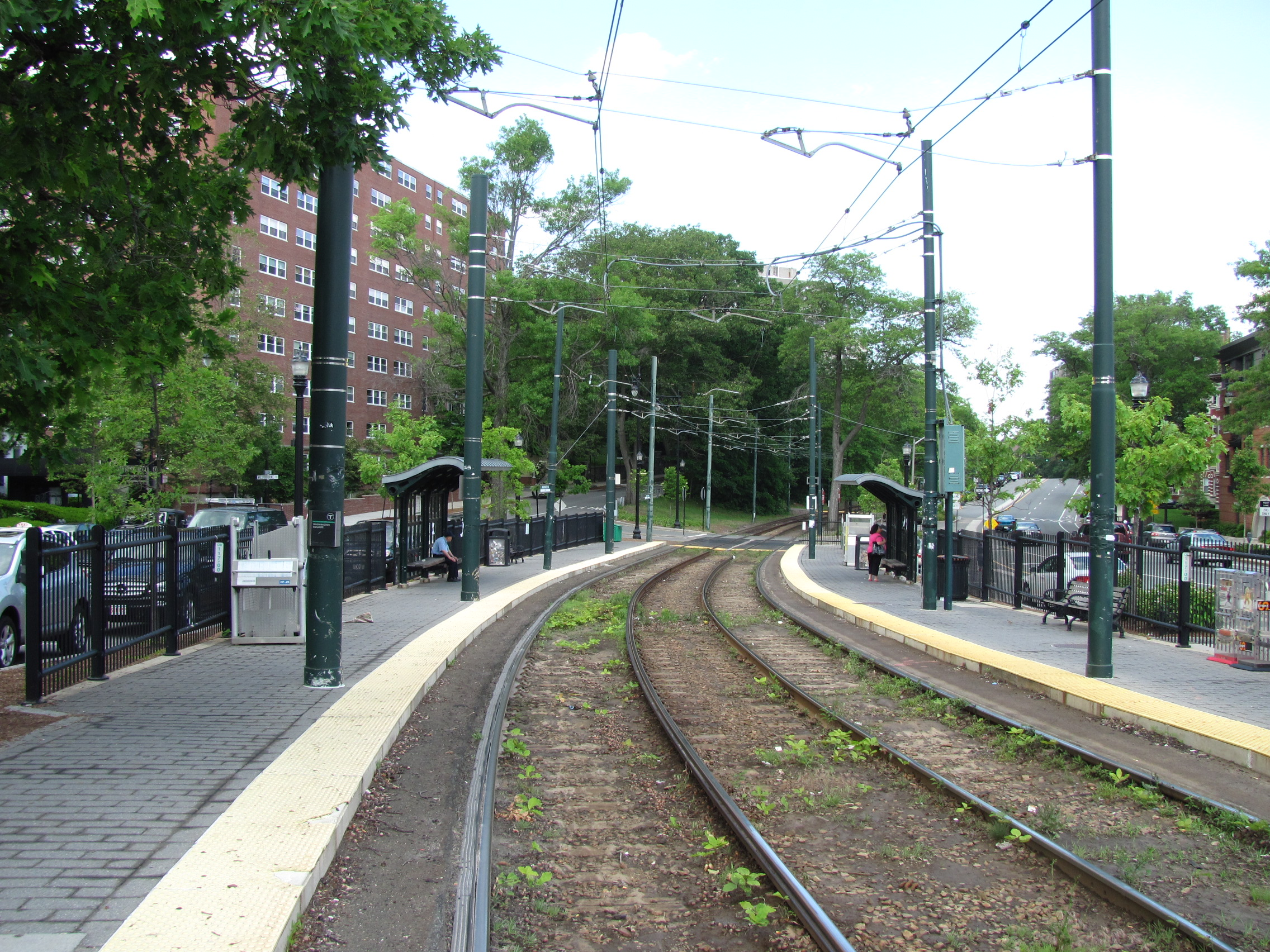
华盛顿广场站

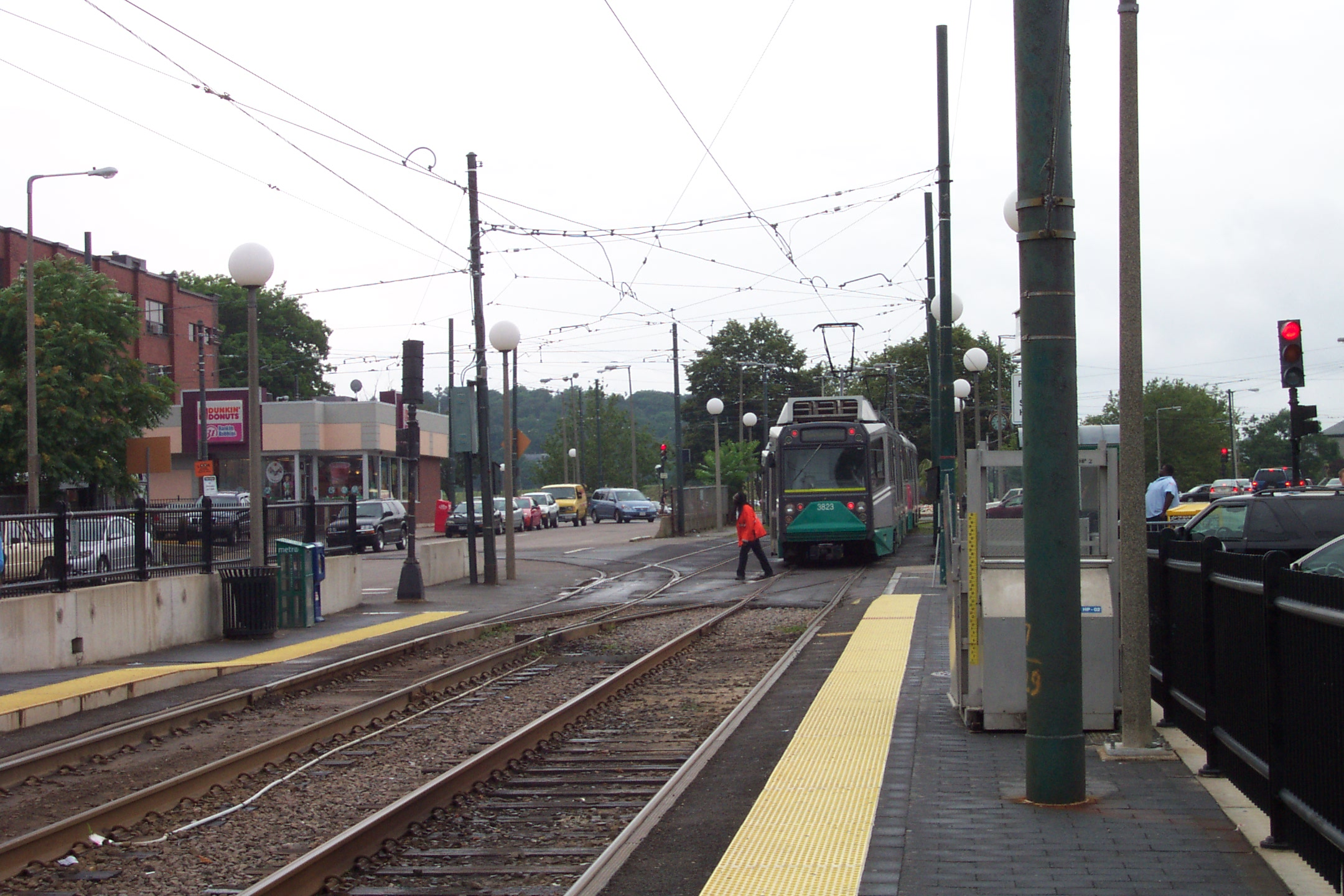
列车在克利夫兰环岛站转入入城方向轨道

C支线列车仅往返于波士顿北站和克利夫兰环岛站。波士顿北站至肯莫尔站之间于其他绿线支线共用。
| 中文站名       | 英文站名          | 所在地                       | 换乘及备注                       |
| -------------- | ----------------- | ---------------------------- | -------------------------------- |
| 圣玛丽街       | St. Marys Street  | 灯塔街与圣玛丽街路口         | CT2，开往沙利文广场或拉格尔斯    |
| 霍伊斯街       | Hawes Street      | 灯塔街与霍伊斯街路口         |                                  |
| 肯特街         | Kent Street       | 灯塔街与鲍威尔街路口         |                                  |
| 圣保罗街       | St. Paul Street   | 灯塔街与圣保罗街路口         |                                  |
| 柯立芝角       | Coolidge Corner   | 灯塔街与哈佛街路口           | 66路，开往哈佛广场或达德利广场站 |
| 顶峰大道       | Summit Avenue     | 灯塔街与顶峰大道路口         | 曾用名：温彻斯特街站             |
| 布兰登霍尔     | Brandon Hall      | 灯塔街布兰登霍尔对面         |                                  |
| 费尔班克斯街   | Fairbanks Street  | 灯塔街与费尔班克斯大道路口   |                                  |
| 华盛顿广场     | Washington Square | 灯塔街与华盛顿街路口         | 65，开往肯莫尔站或布莱顿中心     |
| 塔潘街         | Tappan Street     | 灯塔街与塔潘街路口           |                                  |
| 迪安路         | Dean Road         | 灯塔街与迪安路站路口         |                                  |
| 恩格尔伍德大道 | Englewood Avenue  | 灯塔街与恩格尔伍德大道站路口 |                                  |
| 克利夫兰环岛   | Cleveland Circle  | 灯塔街与栗山大道路口         | 靠近水库站和栗山大道站           |

C支线所有地面车站均没有官方停车场，只有波士顿北站和干草市场站有马萨诸塞湾交通局停车场。